# Гедонг Сонго
Гедонг Сонго (индон. Candi Gedong Songo) индуистский храмовый комплекс из пяти храмов, расположенный в центральной Яве, Индонезия, к юго-западу от города Семаранг. Был построен во время раннего периода царства Матарам, контролировавшего этот район в 8—9-м веках н. э. Также как и комплекс Диенг, он построен из вулканического камня, и оба комплекса являются старейшими индуистскими постройками на Яве, являясь предшественниками Боробудура и Прамбанана. Храмы Гедонг Сонго имеют схожую архитектуру с комплексом Диенг, однако имеет больший акцент на постамент и карниз. В храме 3 вход дополнен вестибюлем, украшенным фигурами стражников.